# Idiognophomyia enniki
Idiognophomyia enniki är en tvåvingeart som beskrevs av Alexander 1975. Idiognophomyia enniki ingår i släktet Idiognophomyia och familjen småharkrankar. Inga underarter finns listade i Catalogue of Life.